# Critérium du Dauphiné 2022
74. ročník etapového cyklistického závodu Critérium du Dauphiné se konal mezi 5. a 12. červnem 2022 v oblasti Dauphiné na jihovýchodě Francie. Celkovým vítězem se stal Slovinec Primož Roglič z týmu Team Jumbo–Visma. Na druhém a třetím místě se umístili Dán Jonas Vingegaard (Team Jumbo–Visma) a Australan Ben O'Connor (AG2R Citroën Team). Závod byl součástí UCI World Tour 2022 na úrovni 2.UWT a byl dvacátým prvním závodem tohoto seriálu.

## Týmy
Závodu se zúčastnilo všech 18 UCI WorldTeamů a 4 UCI ProTeamy. Alpecin–Fenix a Arkéa–Samsic dostaly automatické pozvánky jako nejlepší UCI ProTeamy sezóny 2021, první zmiňovaný tým však svou pozvánku zamítl. Další 3 UCI ProTeamy (B&B Hotels–KTM, Team TotalEnergies a Uno-X Pro Cycling Team) pak byly vybrány organizátory závodu. Všechny týmy přijely se sedmi jezdci, celkem se tak na start postavilo 154 závodníků. Do cíle na Plateau du Solaison dojelo 125 z nich.
UCI WorldTeamy
- AG2R Citroën Team
- Astana Qazaqstan Team
- Bora–Hansgrohe
- Cofidis
- EF Education–EasyPost
- Groupama–FDJ
- Ineos Grenadiers
- Intermarché–Wanty–Gobert Matériaux
- Israel–Premier Tech
- Lotto–Soudal
- Movistar Team
- Quick-Step–Alpha Vinyl
- Team Bahrain Victorious
- Team BikeExchange–Jayco
- Team DSM
- Team Jumbo–Visma
- Trek–Segafredo
- UAE Team Emirates

UCI ProTeamy
- Arkéa–Samsic
- B&B Hotels–KTM
- Team TotalEnergies
- Uno-X Pro Cycling Team

## Trasa a etapy
| Etapa         | Datum         | Trasa                                    | Vzdálenost | Typ       | Typ                  | Vítěz                   |
| ------------- | ------------- | ---------------------------------------- | ---------- | --------- | -------------------- | ----------------------- |
| 1             | 5. června     | La Voulte-sur-Rhône – Beauchastel        | 192 km     |           | Zvlněná etapa        | Wout van Aert (BEL)     |
| 2             | 6. června     | Saint-Péray – Brives-Charensac           | 170 km     |           | Zvlněná etapa        | Alexis Vuillermoz (FRA) |
| 3             | 7. června     | Saint-Paulien – Chastreix-Sancy          | 169 km     |           | Zvlněná etapa        | David Gaudu (FRA)       |
| 4             | 8. června     | Montbrison – La Bâtie d'Urfé             | 31,9 km    |           | Individuální časovka | Filippo Ganna (ITA)     |
| 5             | 9. června     | Thizy-les-Bourgs – Chaintré              | 162,5 km   |           | Zvlněná etapa        | Wout van Aert (BEL)     |
| 6             | 10. června    | Rives – Gap                              | 196,5 km   |           | Zvlněná etapa        | Valentin Ferron (FRA)   |
| 7             | 11. června    | Saint-Chaffrey – Vaujany                 | 135 km     |           | Horská etapa         | Carlos Verona (ESP)     |
| 8             | 12. června    | Saint-Alban-Leysse – Plateau de Solaison | 137,5 km   |           | Horská etapa         | Jonas Vingegaard (DEN)  |
| Celková délka | Celková délka | Celková délka                            | 1194,4 km  | 1194,4 km | 1194,4 km            | 1194,4 km               |

## Průběžné pořadí
| Etapa          | Vítěz             | Celkové pořadí    | Bodovací soutěž | Vrchařská soutěž | Soutěž mladých jezdců      | Soutěž týmů             | Cena bojovnosti       |
| -------------- | ----------------- | ----------------- | --------------- | ---------------- | -------------------------- | ----------------------- | --------------------- |
| 1              | Wout van Aert     | Wout van Aert     | Wout van Aert   | Pierre Rolland   | Ethan Hayter               | EF Education–EasyPost   | Pierre Rolland        |
| 2              | Alexis Vuillermoz | Alexis Vuillermoz | Wout van Aert   | Pierre Rolland   | Kevin Vermaerke            | Arkéa–Samsic            | Alexis Vuillermoz     |
| 3              | David Gaudu       | Wout van Aert     | Wout van Aert   | Pierre Rolland   | Matteo Jorgenson           | Team Bahrain Victorious | Sebastian Schönberger |
| 4              | Filippo Ganna     | Wout van Aert     | Wout van Aert   | Pierre Rolland   | Ethan Hayter               | Team Jumbo–Visma        | neuděleno             |
| 5              | Wout van Aert     | Wout van Aert     | Wout van Aert   | Pierre Rolland   | Ethan Hayter               | Team Jumbo–Visma        | Benjamin Thomas       |
| 6              | Valentin Ferron   | Wout van Aert     | Wout van Aert   | Pierre Rolland   | Ethan Hayter               | Team Jumbo–Visma        | Geoffrey Bouchard     |
| 7              | Carlos Verona     | Primož Roglič     | Wout van Aert   | Pierre Rolland   | Tobias Halland Johannessen | Team Jumbo–Visma        | Carlos Verona         |
| 8              | Jonas Vingegaard  | Primož Roglič     | Wout van Aert   | Pierre Rolland   | Tobias Halland Johannessen | Team Jumbo–Visma        | Michael Storer        |
| Konečné pořadí | Konečné pořadí    | Primož Roglič     | Wout van Aert   | Pierre Rolland   | Tobias Halland Johannessen | Team Jumbo–Visma        | neuděleno             |

- V 2. etapě nosil Sean Quinn, jenž byl druhý v bodovací soutěži, zelený dres, protože vedoucí závodník této klasifikace Wout van Aert nosil žlutý dres pro lídra celkového pořadí a druhý závodník v pořadí Ethan Hayter nosil bílý dres pro lídra soutěže mladých jezdců. Ze stejného důvodu nosil Kevin Vermaerke zelený dres v 5. etapě, Hugo Page v 6. etapě a Edvald Boasson Hagen v 7. etapě.
- Ve 4. etapě nosil Ethan Hayter, jenž byl druhý v bodovací soutěži, zelený dres, protože vedoucí závodník této klasifikace Wout van Aert nosil zelený dres pro lídra celkového pořadí.

## Konečné pořadí
| Legenda | Legenda                          | Legenda | Legenda                               |
| ------- | -------------------------------- | ------- | ------------------------------------- |
|         | Označuje lídra celkového pořadí  |         | Označuje lídra soutěže mladých jezdců |
|         | Označuje lídra bodovací soutěže  |         | Označuje lídra soutěže týmů           |
|         | Označuje lídra vrchařské soutěže |         | Označuje vítěze ceny bojovnosti       |

### Celkové pořadí
| Pořadí | Jezdec                           | Tým                                | Čas         |
| ------ | -------------------------------- | ---------------------------------- | ----------- |
| 1      | Primož Roglič (SLO)              | Team Jumbo–Visma                   | 29h 31' 42" |
| 2      | Jonas Vingegaard (DEN)           | Team Jumbo–Visma                   | + 40"       |
| 3      | Ben O'Connor (AUS)               | AG2R Citroën Team                  | + 1' 41"    |
| 4      | Damiano Caruso (ITA)             | Team Bahrain Victorious            | + 2' 33"    |
| 5      | Jack Haig (AUS)                  | Team Bahrain Victorious            | + 3' 13"    |
| 6      | Louis Meintjes (RSA)             | Intermarché–Wanty–Gobert Matériaux | + 3' 17"    |
| 7      | Esteban Chaves (COL)             | EF Education–EasyPost              | + 3' 18"    |
| 8      | Tao Geoghegan Hart (GBR)         | Ineos Grenadiers                   | + 3' 44"    |
| 9      | Ruben Guerreiro (POR)            | EF Education–EasyPost              | + 3' 48"    |
| 10     | Tobias Halland Johannessen (NOR) | Uno-X Pro Cycling Team             | + 3' 51"    |

### Bodovací soutěž
| Pořadí | Jezdec                     | Tým                                | Čas |
| ------ | -------------------------- | ---------------------------------- | --- |
| 1      | Wout van Aert (BEL)        | Team Jumbo–Visma                   | 88  |
| 2      | Ethan Hayter (GBR)         | Ineos Grenadiers                   | 74  |
| 3      | Edvald Boasson Hagen (NOR) | Team TotalEnergies                 | 46  |
| 4      | Hugo Page (FRA)            | Intermarché–Wanty–Gobert Matériaux | 44  |
| 5      | Pierre Rolland (FRA)       | B&B Hotels–KTM                     | 36  |
| 6      | Valentin Ferron (FRA)      | Team TotalEnergies                 | 31  |
| 7      | Warren Barguil (FRA)       | Arkéa–Samsic                       | 30  |
| 8      | Primož Roglič (SLO)        | Team Jumbo–Visma                   | 30  |
| 9      | Andrea Bagioli (ITA)       | Quick-Step–Alpha Vinyl             | 30  |
| 10     | Jonas Vingegaard (DEN)     | Team Jumbo–Visma                   | 29  |

### Vrchařská soutěž
| Pořadí | Jezdec                 | Tým                                | Body |
| ------ | ---------------------- | ---------------------------------- | ---- |
| 1      | Pierre Rolland (FRA)   | B&B Hotels–KTM                     | 71   |
| 2      | Carlos Verona (ESP)    | Movistar Team                      | 21   |
| 3      | Victor Lafay (FRA)     | Cofidis                            | 19   |
| 4      | Jonas Vingegaard (DEN) | Team Jumbo–Visma                   | 17   |
| 5      | Primož Roglič (SLO)    | Team Jumbo–Visma                   | 15   |
| 6      | Kenny Elissonde (FRA)  | Trek–Segafredo                     | 14   |
| 7      | Laurens Huys (BEL)     | Intermarché–Wanty–Gobert Matériaux | 14   |
| 8      | Michael Storer (AUS)   | Groupama–FDJ                       | 12   |
| 9      | Matteo Fabbro (ITA)    | Bora–Hansgrohe                     | 12   |
| 10     | Laurens De Plus (BEL)  | Ineos Grenadiers                   | 11   |

### Soutěž mladých jezdců
| Pořadí | Jezdec                           | Tým                    | Čas         |
| ------ | -------------------------------- | ---------------------- | ----------- |
| 1      | Tobias Halland Johannessen (NOR) | Uno-X Pro Cycling Team | 29h 15' 13" |
| 2      | Brandon McNulty (USA)            | UAE Team Emirates      | + 1' 06"    |
| 3      | Matteo Jorgenson (USA)           | Movistar Team          | + 3' 15"    |
| 4      | Ethan Hayter (GBR)               | Ineos Grenadiers       | + 4' 15"    |
| 5      | Andrea Bagioli (ITA)             | Quick-Step–Alpha Vinyl | + 4' 50"    |
| 6      | Simon Guglielmi (FRA)            | Arkéa–Samsic           | + 14' 05"   |
| 7      | Kevin Vermaerke (USA)            | Team DSM               | + 14' 50"   |
| 8      | Kevin Geniets (LUX)              | Groupama–FDJ           | + 15' 06"   |
| 9      | Mark Donovan (GBR)               | Team DSM               | + 19' 28"   |
| 10     | Michael Storer (AUS)             | Groupama–FDJ           | + 19' 40"   |

### Soutěž týmů
| Pořadí | Tým                                | Čas         |
| ------ | ---------------------------------- | ----------- |
| 1      | Team Jumbo–Visma                   | 87h 38' 30" |
| 2      | Team Bahrain Victorious            | + 13' 40"   |
| 3      | Ineos Grenadiers                   | + 22' 56"   |
| 4      | Intermarché–Wanty–Gobert Matériaux | + 23' 39"   |
| 5      | Movistar Team                      | + 35' 37"   |
| 6      | Groupama–FDJ                       | + 35' 47"   |
| 7      | AG2R Citroën Team                  | + 36' 33"   |
| 8      | Trek–Segafredo                     | + 42' 00"   |
| 9      | EF Education–EasyPost              | + 43' 46"   |
| 10     | Bora–Hansgrohe                     | + 45' 29"   |